# Indslev Kirke
Indslev Kirke er en kirke der ligger i landsbyen Indslev ca. 13 km øst for Middelfart.
Kirken er opført omkring år 1200 i Romansk stil. Våbenhuset og tårnet er fra ca. 1500. Inde i kirken er der kalkmalerier, der forestiller Skt. Jørgens kamp med dragen.

## Galleri
- Indslev Kirke set fra nordøst